# أوليفر مارتن
أوليفر مارتن (بالإنجليزية: Oliver Martin)‏ هو دراج أمريكي، ولد في 10 يوليو 1946 في نيويورك في الولايات المتحدة.

## وصلات خارجية
- أوليفر مارتن على موقع أرشيف الدراجات (الإنجليزية)
- أوليفر مارتن على موقع اللجنة الأولمبية الدولية (الإنجليزية)
- أوليفر مارتن على موقع أوليمبيديا (الإنجليزية)